# Konzervativna stranka (UK)
Konzervativna stranka (eng. Conservative Party) je konzervativna politička stranka u Ujedinjenom Kraljevstvu. Službeni naziv stranke je Konzervativna i unionistička stranka (eng. Conservative and Unionist Party). Stranka se organizira početkom 19. stoljeća, službeno 1832. godine. Povijesno je bila stranka desnice no posljednjih godina se transformira u stranku desnog centra.
Povijesni je slijednik Torijevske stranke pa se tako i danas pripadnici Konzervativne stranke često nazivaju torijevcima. Konzervativci su bili na vlasti dvije trećine 20. stoljeća. 
Konzervativna stranka je druga stranka po broju članova u Ujedinjenom Kraljevstvu te od 2010. najveća prema broju zastupnika u Parlamentu Ujedinjenog Kraljevstva. Konzervativci su u 21. stoljeću dali 4 premijera,  imaju najviše članova od britanskih političkih stranka te najviše vijećnika u tijelima lokalne samouprave. 
Vođa stranke od rujna 2022. godine je Liz Truss koja je izabrana nakon ostavke Borisa Johnsona koji je na čelu stranke bio od 2019. te kojeg je u konačnici naslijedila na mjestu premijera Ujedinjenog Kraljevstva.

## Vanjske poveznice
- Službena stranica